# Ураса
Ураса́ (якут. ураһа) — тип старого літнього житла якутів, фактично різновид юрти.
Основою ураси служили 10-12 вкопаних у землю і прикрашених різьбленням стовпів заввишки близько 2 м. Стовпи утворювали коло діаметром близько 5 метрів. По верхніх кінцях стовпів накладався дерев'яний круг, до якого на відстані близько 0,25 м одна від одної приставлялися довгі жердини, нижні кінці яких закопувалися в землю на відстані 1 м від кола, утвореного цими стовпами. Близько третини жердин сходилися на вершині ураси, решта прив'язувалися до обруча, розташованого вище кола і закріпленого на стовпах. Покривалася ураса зазвичай клаптями обробленого, прошитого і орнаментованого бересту.

## Джерело
- Ураса (як термін) у тематичному словнику-глосарію на сайті Російського Етнографічного музею [Архівовано 29 січня 2009 у Wayback Machine.] (рос.)